# Robert de Palatinat-Mosbach
Ruprecht von Pfalz-Mosbach (mort le 1er novembre 1465 à Ybbs an der Donau) est le quarante-troisième évêque de Ratisbonne et prince-évêque de la principauté épiscopale de Ratisbonne de 1457 à sa mort.

## Biographie
Robert est le fils du comte palatin Otto Ier de Palatinat-Mosbach et de Jeanne de Bavière-Landshut. Il est donc un petit-fils de l'empereur Robert Ier.
Robert, destiné très tôt à une carrière spirituelle, devient chanoine des cathédrales de Passau, Ratisbonne et Freising ; à Ratisbonne, il est en 1452 prévôt de la cathédrale.
À la mort de Frédéric III de Plankenfels, le chapitre de la cathédrale choisit comme successeur Henri IV d'Absberg. Cependant l'élection est contestée à cause d'une participation insuffisante. En dépit de la résistance du chapitre et de la cour de Munich, Frédéric III impose son neveu. Avec les recommandations de l'empereur Frédéric III, du roi Ladislas Ier de Bohême et du duc Louis IX de Bavière, avec le truchement du cardinal Enea Silvio Piccolomini, le pape Calixte III n'a d'autre choix que d'accepter la nomination de Robert de Palatinat-Mosbach et la reconnaissance curiale le 2 septembre 1457. En raison de sa lignée, on le considère comme apte à protéger le diocèse des hussites et des barons-bandits. Néanmoins, comme il n'a pas d'origine bavaroise, il est dépendant de la maison de Wittelsbach.
La consécration du nouvel évêque, qui part aussitôt étudier à l'université de Pavie, est reporté avec le consentement de la Curie. L'administrateur laisse la gestion à l'empereur Frédéric III qui organise un synode et des visites. Robert prend officiellement possession de son diocèse et de l'évêché après avoir terminé ses études universitaires le 18 octobre 1461.
Lors du synode, les possesseurs de la prébende sont obligés de mieux payer leurs représentants. Les textes des sermons doivent être basés sur le texte de l'Ecriture Sainte. Il est impossible de déterminer dans quelle mesure l'évêque est réellement impliqué dans la rédaction des statuts diocésains du 9 octobre 1465.
Pendant l'épiscopat de Robert, le château de Barbing (de) est acquis pour l'évêché.
Il meurt subitement lors d'un voyage à Pöchlarn, possession de l'évêché de Ratisbonne.